# Алексеевка (Гагаузия)
Алексе́евка (рум. Alexeevca) — село в Молдавии, в составе автономного территориального образования Гагаузия. Входит в состав коммуны Светлый.

## География
В 1,2 км от восточной окраины села по направлению с севера на юг протекает река Ялпуг, которая впадает в Тараклийское водохранилище, находящееся в 3,8 км к югу от окраины населённого пункта. В 1,5 км на север от окраины села протекает река Ялпужель, которая впадает в реку Ялпуг.

## Общая информация
Площадь села Алексеевка составляет приблизительно 0.64 км2.
Впервые название села упоминается в источниках 1913 года.
Согласно данным переписи 2004 года, население села составляло 388 человек: 48,97 % — представители мужского пола; 51,03 % = представители женского пола.

## История
Документальное упоминание о селе Алексеевка датируется 1913 годом. Согласно упоминанию, название села было дано украинскими переселенцами, которые прибыли сюда из одноимённого села.
В официальных документах название села зарегистрировано как село Алексеень.
В 1940 году, в селе проживало более 500 человека: 495 — русских и украинцев, а также 9 — гагаузов.